# Anarete corni
Anarete corni är en tvåvingeart som först beskrevs av Ephraim Porter Felt 1907.  Anarete corni ingår i släktet Anarete och familjen gallmyggor. Inga underarter finns listade i Catalogue of Life.